# Kabir
Kabir (eller Kabira, hindi: कबीर, punjabi: ਕਬੀਰ, urdu: کبر), född 1440, död 1518, var en indisk filosof.